# Tony Montana
Pour les articles homonymes, voir Montana (homonymie).
 (octobre 2018).
Si vous disposez d'ouvrages ou d'articles de référence ou si vous connaissez des sites web de qualité traitant du thème abordé ici, merci de compléter l'article en donnant les références utiles à sa vérifiabilité et en les liant à la section « Notes et références ».
Antonio « Tony » Montana, surnommé Scarface (littéralement « le Balafré »), est un héros cinématographique et vidéoludique. Il est le personnage principal du film Scarface réalisé par Brian De Palma (1983), ainsi que du jeu vidéo Scarface : The World is Yours (2006).

## Histoire de Antonio Montana alias Tony
Antonio Montana, dit Tony, est un petit malfrat expulsé par le régime cubain en 1980.
À son arrivée sur le sol américain, il est accueilli dans un camp de réfugiés avec son ami de longue date, Manolo Ribera (dit Manny), et avec Angel. Manny leur trouve une combine leur permettant de se procurer une carte verte américaine contre un contrat d'assassinat qu'ils honorent en exécutant un ressortissant communiste du camp.
Grâce à leur carte verte, ils trouvent un petit emploi dans une cabane à frites de Miami. Tony prononce alors une des phrases culte du film : « J'ai des mains faites pour l'or et elles sont dans la merde ». En effet, travailler pour quelques dollars ne correspond pas à l'idée qu'ils se font du rêve américain. Omar Suarez, le bras droit d'un caïd de la pègre locale, leur propose alors 500 dollars pour décharger de la marijuana d'un bateau. Tony se révolte, car il désire beaucoup plus d'argent et de responsabilité. Il lui est donc offert 5000 $ pour faire ses preuves lors d'un rendez-vous armé pour acheter deux kilos de cocaïne à un revendeur qui essaie de les doubler. Les choses tournent à la boucherie mais Tony et ses complices prennent l'avantage grâce à leur sang-froid et leur parfaite insensibilité ; ils fuient avec l'argent et la drogue du dealer. Frank Lopez, le patron de Suarez, les recrute alors, ayant surtout de l'intérêt pour Tony, qu'il utilise ensuite comme son porte-flingue, pour protéger Omar durant des transactions avec un caïd de la drogue en Bolivie, Alejandro Sosa.
Mais Omar se fait tuer et Tony cherche à pousser son patron à faire des affaires avec Sosa, entraînant ainsi des tensions entre les deux hommes. De plus, séduit par Elvira, la femme de Frank, il tente de la séduire à plusieurs reprises, y compris en présence de Frank, ce qui pousse ce dernier à engager deux tueurs à gages afin de se débarrasser de Tony. Mais celui-ci s'en sort vivant et, devinant qui a engagé les tueurs, décide de se venger : il tue ainsi son patron, ainsi que Mel Bernstein, un policier corrompu. À la suite de cet épisode, Tony Montana connaît une ascension sociale fulgurante et spectaculaire, le poussant à la tête de son propre empire, grâce aux profits de la vente de cocaïne. Tony devient vite dépendant à la cocaïne (ce qui peut expliquer sa paranoïa) et ce malgré le conseil donné par son défunt patron, à savoir ne jamais être dépendant de sa propre drogue. Il commence à être extrêmement méfiant envers ses plus fidèles associés. Sa femme Elvira est également très dépendante de la cocaïne et se poudre très régulièrement.
Se faisant piéger par la police lorsque, à la recherche de plus de profit, il cherche à changer de blanchisseurs d'argent, Tony doit accomplir au moins trois ans de prison ferme. Ne supportant pas cette idée, il accepte de participer à un attentat à la voiture piégée proposé par Sosa qui lui assure qu'il n'ira pas en prison en échange de cette attaque. Cependant, tout ne se passe pas comme prévu : en effet, l'homme visé est accompagné de sa femme et de ses enfants, ce qui implique que, pour tuer l'homme, il devra tuer une femme et des enfants innocents. Sa conscience l'empêche alors d'accomplir son contrat, déclenchant la colère d'Alejandro Sosa qui lui déclare la guerre.
Par la suite, il tue (ce qu'il finira par regretter amèrement) son meilleur ami Manny, qui s'était marié la veille et qui vivait depuis peu avec Gina, la sœur de Tony, et ce malgré l'interdiction formelle que ce dernier avait opposée à leur relation. Il ramènera ensuite la jeune femme chez lui, avant qu'elle ne l'attaque avec un revolver, le soir-même, dans un accès de folie. Elle sera abattue par un des tueurs à gage que Sosa a envoyé pour se venger.
Durant la scène finale, il tient tête à une soixantaine d'assaillants (recevant plusieurs balles, sans vraiment les sentir, car il est anesthésié par sa propre cocaïne) jusqu'à ce que l'associé de Sosa passe discrètement derrière lui avec un fusil à canon scié. À la suite d'un coup de feu mortel, Tony est alors projeté dans le vide et tombe dans sa fontaine. Son corps flotte dans l'eau avec, au premier plan, une statue représentant la Terre, dans laquelle est inscrit la fameuse phrase « The World is Yours » (littéralement : « Le monde est à toi »).

## Histoire alternative de Tony Montana dansScarface: The World Is Yours
Tony Montana survit à la fusillade durant la scène finale, tuant celui qui, dans le film, l'attaque par derrière. Après avoir repris son manoir des mains des autorités locales en les corrompant, il regagne petit à petit ses affaires, sa réputation et sa fortune. Revenu au sommet de sa gloire, il se venge de son éternel rival Sosa dans une violente attaque et ainsi reprend ce qui lui revenait (d'après sa phrase mythique) : 

- Manny Ribera : « (…) et qu'est-ce qui te revient, à toi, Tony ? »

- Tony : « Le monde, chico, et tout ce qu'il y a dedans ».
Tiré du jeu video